# H. C. Robbins Landon
H. C. Robbins Landon, all'anagrafe Howard Chandler Robbins Landon (Boston, 6 marzo 1926 – 20 novembre 2009), è stato un musicologo e critico musicale statunitense.

## Biografia
Nato a Boston in Massachusetts, studiò musica presso lo Swarthmore College e la Boston University. In seguito Robbins Landon si trasferì in Europa dove ha lavorato come critico musicale. A partire dal 1947 ha condotto a Vienna uno studio approfondito sulla vita e le opere di Joseph Haydn.
Il suo testo sulle Sinfonie di Haydn è stato pubblicato nel 1955, mentre l'opera in cinque volumi Haydn: Chronicle and Works risale alla fine degli anni 70. A Robbins Landon si devono anche alcune edizioni critiche di opere di Haydn.

## Opere (parziale)
- (EN)  Symphonies of Joseph Haydn (1955)
- (EN)  Beethoven; a documentary study. Compiled and edited by H.C. Robbins Landon - New York: Macmillan (1970)
- (EN)  Haydn: Chronicle and Works - Bloomington: Indiana University Press (1976-1980) (anche Londra: Thames and Hudson)
- (EN)  Haydn: A Documentary Study - New York: Rizzoli (1981)
- (EN)  Mozart and the Masons: new light on the lodge "Crowned hope" - New York: Thames and Hudson (1983)
- (EN)  Handel and his World. - Boston: Little, Brown (1984)
- (EN)  1791: Mozart's Last Year - Londra e New York: Thames and Hudson (1988 e 1999)
- Haydn. Vita e opere (Haydn, His Life and Music) con David Wyn Jones - Rusconi (1988) - Bloomington: Indiana University Press (1988)
- (EN)  Mozart, the golden years, 1781-1791 - New York: Schirmer Books (1989)
- (EN)  Mozart and Vienna - New York: Schirmer Books - Maxwell Macmillan International (1991)
- (EN)  Vivaldi: Voice of the Baroque - Londra: Thames and Hudson (1993)